# Matei Cazacu
Pour les articles homonymes, voir Cazacu.
Matei Cazacu, né le 11 juillet 1946 à Sinaia en Roumanie, est un historien français d'origine roumaine, spécialiste de la Roumanie et du monde balkanique.

## Biographie
Matei Cazacu passe sa licence d'histoire à l'université de Bucarest en 1969. Il s'installe en France en 1975 et exerce la fonction de bibliothécaire à la Commission du Vieux Paris de 1977 à 1978.
En 1977, il obtient le diplôme d'archiviste paléographe à l'École nationale des chartes ainsi que le titre de docteur en histoire et civilisation du monde byzantin et post-byzantin à l'Université de Paris-I en 1979. Cette même année, il devient chercheur au Centre national de la recherche scientifique, fonction qu'il exerce actuellement en parallèle avec celle de chargé de cours à l'Université de Paris-IV Sorbonne Nouvelle et à l'Institut national des langues et civilisations orientales (INALCO) à Paris,,.
Parmi ses thèmes de recherche, les rapports entre mythe et histoire l'ont amené à étudier les figures du prince Vlad III l'Empaleur et du comte vampire Dracula d'une part, du baron Gilles de Rais et de l'ogre Barbe Bleue d'autre part.

## Publications
- Avec Radu R. Florescu et Alan G. Barbour, In Search of Frankenstein, Boston/New York Graphic Society, 1975.
- L'Histoire du prince Dracula en Europe centrale et orientale au XVe siècle, édition critique, traduction, notes et commentaires, Genève, Droz, 1988, présentation en ligne.
- Au Caucase. Russes et Tchétchènes, récits d'une guerre sans fin (1785-1996), Genève, Georg Éditeur, 1998.
- Histoire des Slaves orientaux. Bibliographie des sources historiques traduites en langues occidentales (Xe siècle - 1689), Paris, CNRS Éditions/Institut d'études slaves, (coauteur), 1998, présentation en ligne.
- Des femmes sur les routes de l'Orient. Le voyage à Constantinople aux XVIIIe-XIXe siècles, Genève, Georg Éditeur, 1999, présentation en ligne.
- Dracula, Paris, Tallandier, 2004, prix Thiers de l'Académie française[4].
- Gilles de Rais, Paris, Tallandier, 2005, 384 p. (ISBN 2-84734-227-3, présentation en ligne). Réédition : Gilles de Rais, Paris, Tallandier, coll. « Texto », 2012, 387 p., poche (ISBN 978-2-84734-896-5).
- Emanuel Constantin Antoche ( éd.) et Lidia Cotovanu ( éd.), Au carrefour des empires et des mers : études d'histoire médiévale et moderne, Bucarest / Brăila, Editura Academiei Române / Muzeul Brăilei Editura Istros, coll. « Florilegium magistrorum historiae archaeologiaeque Antiquitatis et Medii Aevi » (no 18), 2015, 476 p. (ISBN 9789732725900 et 9732725907, présentation en ligne).